# المحلة الكبرى (مركز)
مركز المحلة الكبرى أحد مراكز مصر تتبع محافظة الغربية ومقرها مدينة المحلة الكبرى. المركز هو أكبر مراكز المحافظة حسب السكان والمساحة.

## التاريخ

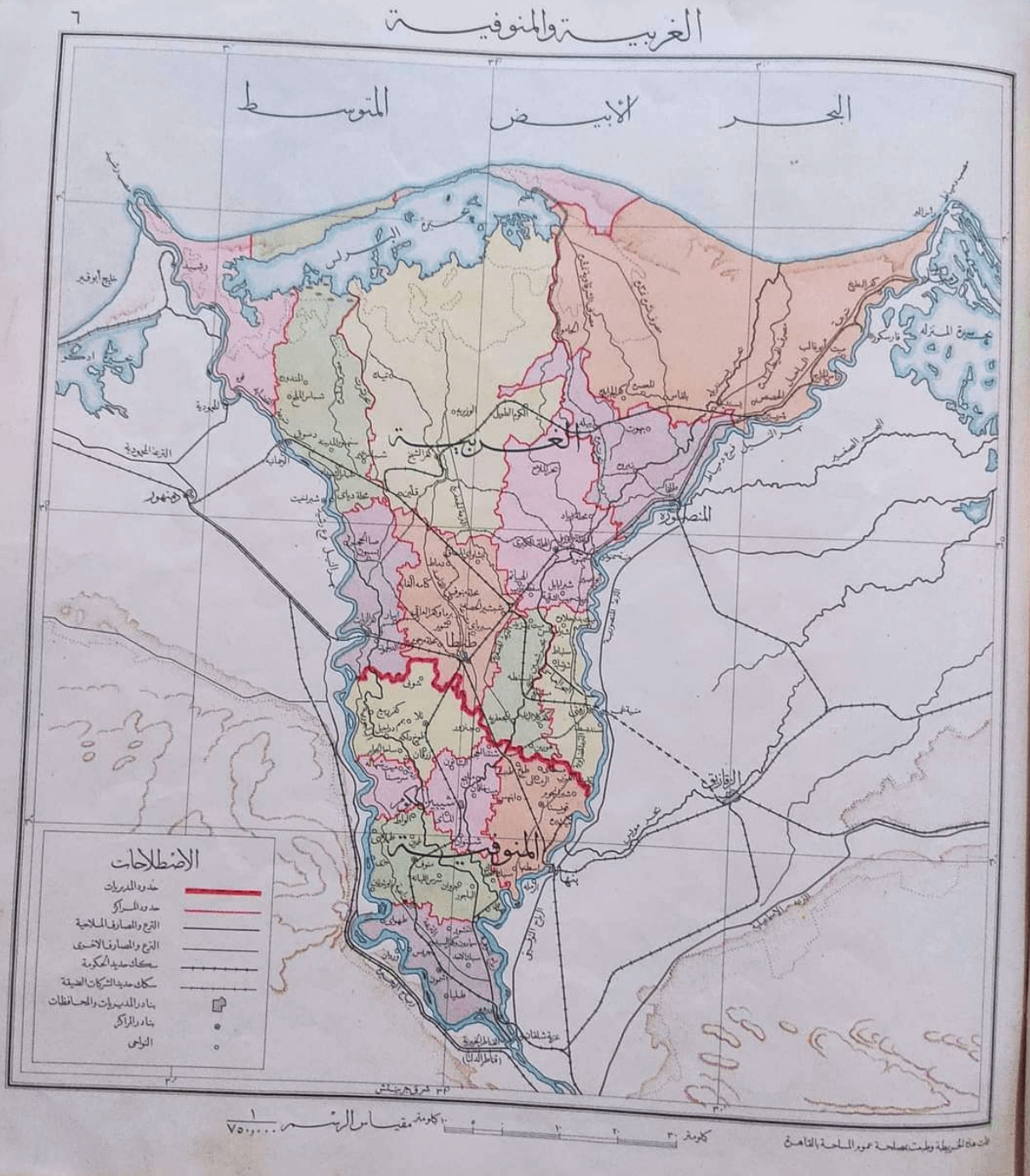
خريطة تظهر المركز باللون البنفسجي في عام 1914 قبل إنشاء مركز سمنود

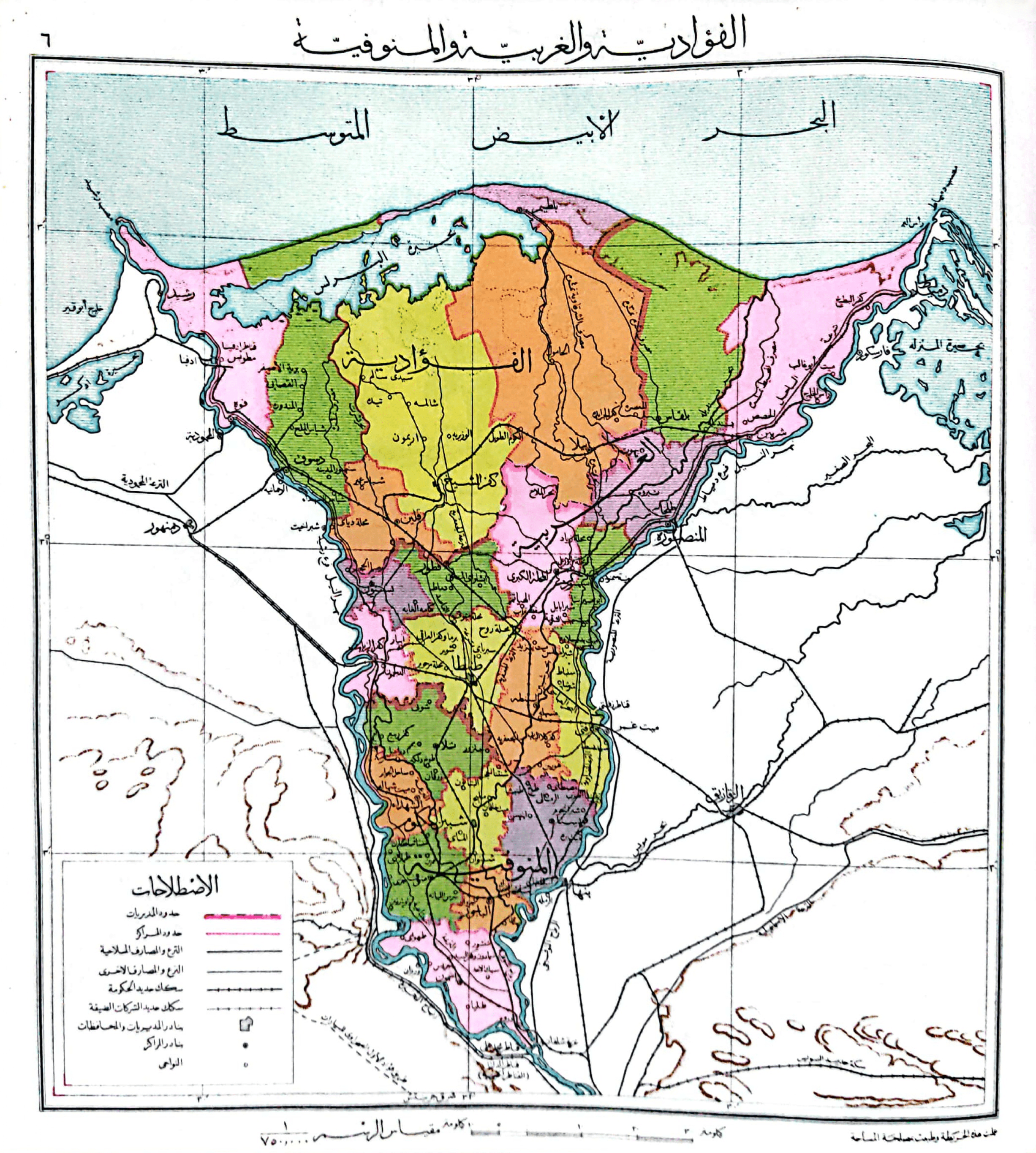
خريطة للمركز في عام 1951

أنشئ قسم سمنود في عام 1826 وهو أول سلف للمركز، ثم أصبح اسمه مركز سمنود 1871.  أصرت نظارة الداخلية قرار في عام 1882 بإلغاء مركز سمنود ونقل ديوان المركز إلى مدينة المحلة وتسميته بمركز المحلة الكبرى، وبذلك أصبحت هذه المدينة قاعدة لمركز المحلة من تلك السنة.
صدر قرار في 18 إبريل 1871 بفصل 12 بلدة من مركز المحلة وستة من مركز زفتى لتشكل مركز سمنود، تبع ذلك إلغاء المركز وإعادة بلداته إلى مراكزها الأصلية في 16 مايو 1929 ثم صدر صدر قرار إعادة المركز في 13 أبريل 1930 ثم إلغائه 24 فبراير 1931 ثم أخيرًا عاد المركز في 2 مارس 1935.
فُصلت قرى الشهيدي ودهميس عن بيلا وضمنت لمركز المحلة الكبرى في عام 1943 تلاه سنبارة وطنبارة في عام 1947، اقتطعت ثلاث قرى من المركز في عام 1948 لتشكيل مركز قطور، ثم بشبيش أول وثان (أصبحت لاحقا قرية واحدة) والعثمانية وأبو النجاة عن بيلا لتضاف إلى هذا المركز في عام 1950. فصلت قرية محلة البرج عن المركز في عام 1960 لتضم إلى مدينة المحلة الكبرى.

## الجغرافيا
يقع المركز في شمال شرق المحافظة بين دائرتي عرض 15 30، 9 َ 31 ْ شمالاً، وبين خطي طول 1 َ 31 ْ ، 14 31 ْ شـرقا، يحده من الشمال محافظة كفر الشيخ ومن الشمال محافظة الدقهلية ومن الشرق مركز سمنود ومن الجنوب مراكز زفتى والسنطة وطنطا ومن الغرب محافظة كفر الشيخ وقطور.

## التقسيم الإداري
تبلغ مساحة المركز 444,15 كم2، يرأس مدينة المحلة ومركزها اللواء عمرو محمد فكري منذ 23 يناير 2023 (2 سنوات و3 شهور)، يتبع مركز المحلة الكبرى 16 وحدة محلية هي الشهيدي ودمرو السادات وشبرا بابل وبشبيش وصفط تراب ومحلة حسن والهياتم والعامرية والمعتمدية ومحلة أبو على القنطرة والبنوان وسامول وميت الليث هاشم والجابرية ونمرة البصل وبلقينا. هذه الوحدات المحلية فيها إجمالي 58 قرية و352 عزبة.
| محلة أبو علي القنطرة - بطينة - القصيرية بشبيش - لومانا الجديدة - أبو النجا - الأنشا - العتمانية - محلة القصب محلة حسن - ميت السراج - منشية الأمراء - المحمودية الجديدة - عطاف - ميت الليث هاشم - كفر الجنينة القبلي - ديرب هاشم بلقينا الهياتم - الأبشيط | دمرو السادات - سنبارة - كفر دمرو - منشأة طنبارة - شبرا نبات سامول - طرينة - دمتنو الشهيدي - طنبارة - كفر البسطويسي البنوان - دخميس - منشأة الأوقاف صفط تراب - منية شنتنا عياش - شبرا ملكان | المعتمدية - سندسيس نمرة البصل - كفر دمتنو - كفر قريطنة الجابرية - كفر العبايدة - القيراطية العامرية - الدواخلية - دنوشر - السجاعية شبرا بابل - كفر حجازي - كفر فيالة - الكمالية |  |

## الاقتصاد

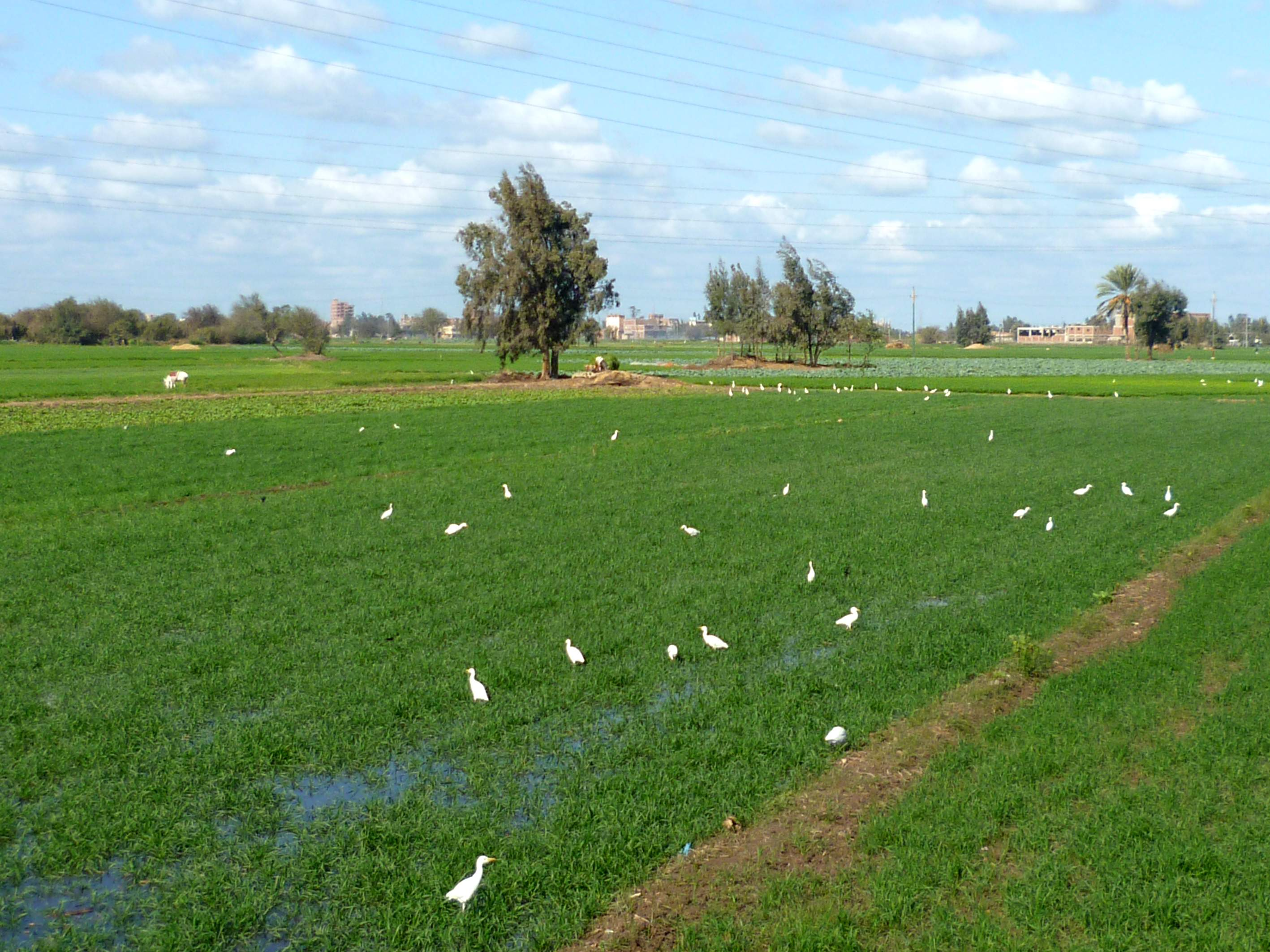
صورة لحقل في بلقينا

تزرع المحاصيل التقليدية كالأرز والقمح وقصب السكر والبصل في مركز المحلة الكبرى. يوجد بالمحلة 18,407 وحدة حيوانية بنسبة 23.2% من إجمالي المحافظة. هناك أهمية للقطن طويل التيلة الذي يورد لمصانع النسيج حيث يزرع مركز المحلة 9233 فدان أي 80% من إنتاج محافظة الغربية، 688 فدان منها في قرية سامول ومتوسطة إنتاجية الفدان من 10 إلى 12 قنطارا.
ذكر المهندس عادل العتال وكيل وزارة الزراعة بالغربية في عام 2017 أن مركز مدينة المحلة الكبرى يتصدر مراكز المحافظة في زراعه القمح فتصل إلى 33500 فدان. ينتج المركز 925 طن من المخللات سنويا أي 20.5% من إنتاج المحافظة.

## السكان
بلغ عدد سكان المركز 826,692 نسمة في تقدير 2024 كلهم ريفيون، عدد الرجال منهم 422,688 والنساء 407,004 نسمة. كان عدد سكان المركز 793,686 نسمة في تعداد 2017.
| عدد السكان | السنة | عدد السكان | السنة |
| ---------- | ----- | ---------- | ----- |
| 61,817     | 1882  | 222,975    | 1960  |
| 83,143     | 1897  | 302,578    | 1976  |
| 93,290     | 1907  | 383,993    | 1986  |
| 102,840    | 1917  | 479,547    | 1996  |
| 106,841    | 1927  | 589,540    | 2006  |
| 119,765    | 1937  | 793,686    | 2017  |
| 141,120    | 1947  | 826,692    | 2024  |

### الدين
آخر تعداد مصري يذكر الدين كان تعداد 1986 والذي يتضح منه أن أغلبية الكاسحة من السكان مسلمون (383,808 نسمة) مع أقلية مسيحية صغيرة (182 نسمة).

### التعليم
يوجد في المحلة الكبرى ومركزها 723 مدرسة إلا أنه بشكل عام يوجد عجز في عدد المدارس (عجز في 568 مدرسة) وارتفاع للكثافة العددية للطلاب في فصول مدراس المركز. نسبة الأمية بالمركز عالية إذ يبلغ عددهم 231,595 نسمة (23%) أما أكبر شريحة تعليمية فهم ذوي التعليم المتوسط 247,830 نسمة (24,6%) تعداد 2017.